# Yuen Ren Chao
Yuen Ren Chao 趙元任P (Tientsin, 3 novembre 1892 – Cambridge, 25 febbraio 1982) è stato un linguista e poeta cinese naturalizzato statunitense, noto per i suoi contributi allo studio moderno della fonologia cinese e della grammatica.

## Biografia
Nato e cresciuto in Cina, Chao si è poi trasferito negli Stati Uniti per frequentare l'università, completando gli studi presso la Cornell University e la Harvard University. Poliglotta e linguista, Chao è conosciuto per aver scritto il famoso libro di testo per lo studio della lingua mandarina Mandarin Primer. A Chao si deve l'ideazione di un sistema di traslitterazione in caratteri latini, il Gwoyeu Romatzyh che a differenza di altri sistemi di romanizzazione, permette la trascrizione della pronuncia dal mandarino senza bisogno di segni diacritici per differenziare i toni dei diversi fonemi.
Per sottolineare la fallacia dei preesistenti sistemi di traslitterazione, compose la poesia in cinese tradizionale 施氏食獅史 traducibile come Il poeta mangiatore di leoni nel covo di pietra, la cui trascrizione in pinyin è resa come  Shī Shì shí shī shǐ.